# NGC 7810
NGC 7810 في الفهرس العام الجديد، هي مجرة محدبة، تقع في كوكبة الفرس الأعظم. اكتشفت في 17 نوفمبر 1784 بواسطة ويليام هيرشل.

## روابط خارجية
- NGC 7810 على موقع ويكي سكاي: DSS2, SDSS, GALEX, IRAS, Hydrogen α, X-Ray, Astrophoto, Sky Map, Articles and images